# Otto VIII. (Meranien)
Graf Otto VIII. von Andechs (* vor 1226; † 19. Juni 1248 auf der Burg Niesten) aus dem Hause Andechs war als Otto II. Herzog von Meranien und als Otto III. Pfalzgraf von Burgund. Er war der einzige Sohn des Herzogs Otto VII. Seine Mutter war Beatrix von Staufen (Burgund), eine Nichte des Königs Philipp von Schwaben, welche die Freigrafschaft Burgund dem Andechser Haus zubrachte.

## Leben
Otto wurde bereits als Kind im Januar 1226 mit Blanche, der ältesten Tochter des Pfalzgrafen Theobald IV. der Champagne, verlobt. Diese aus politischen Gründen angebahnte Ehe kam jedoch nie zustande. Mit dem Tod seines Vaters am 7. Mai 1234 erbte Otto das Herzogtum Meranien und die Pfalzgrafschaft Burgund.
Der Minderjährige stand anfangs unter der Vormundschaft seines Onkels, des Bischofs Ekbert von Bamberg († 1237), und des Grafen Albert III. von Tirol, der in gutem Einvernehmen zu Ottos Vater gewesen war. 1236 urkundet er erstmals selbständig für das Kloster Tegernsee. Im Juni 1239 verbriefte Herzog Otto (II.) von Meranien (VIII. von Andechs) den Bürgern von Innsbruck ihr Stadtrecht, seit 1236 hatte er sich dort vorwiegend aufgehalten. 1239 wurde Graf Albert III. von Tirol in einem Dokument des Klosters Neustift erstmals als Ottos Schwiegervater bezeichnet. Eine genauere Datierung der Eheschließung Ottos mit Elisabeth, der Tochter Alberts, ist nicht bekannt. Im März 1241 schloss der Brixener (Erwählte) Bischof Egno von Eppan mit Graf Albert III. und Herzog Otto einen umfangreichen Vertrag ab. Alle Lehen der Brixener Kirche, die sie bisher getrennt besaßen, gingen nun zu gemeinsamer Hand. Die Verbindlichkeiten des Vertrages, inklusive zur Vogtei der Brixener Kirche, sollten sich auch auf die Erben von Graf Albert und Otto erstrecken. Otto ließ sich bei diesem Vertragsabschluss von Graf Albert vertreten. Er war in Burgund, wo er sich nach den Urkunden bis November 1242 aufhielt. In diesem Jahr überantwortete er die Freigrafschaft für einen angemessene Geldbetrag Herzog Hugo IV. von Burgund, mit nochmaliger vertraglicher Verlängerung von 1244 bis 1248. Nach dem Brixener Vertragsabschluss im März 1241 hatte Herzog Otto die Vertretung seiner Interessen in Tirol dauerhaft seinem Schwiegervater Graf Albert III. überlassen. Er hielt sich vorwiegend in Franken auf. Nach den Annalen des Klosters Schäftlarn befand sich Otto seit Ende 1238 in langwierigen Auseinandersetzungen mit Herzog Otto II. von Bayern. Mit zermürbenden Fehden und Schikanen gelang es dem Wittelsbacher bis 1246, dem Andechser die ehemaligen Stammlande des Hauses um Ammersee und Starnberger See zu entreißen. Otto zog sich auf seine oberfränkischen Besitzungen zurück. Die Andechser waren immer treue Parteigänger der Staufer gewesen. In der Auseinandersetzung zwischen Papst Innozenz IV. und Kaiser Friedrich II. waren die Bischöfe von Bamberg und Würzburg nach dem Konzil von Lyon (1245) auf die Seite des Papstes getreten. Otto mochte sich wohl nicht gegen die mächtigen geistlichen Fürsten in der Nachbarschaft stellen und wechselte 1246 zur Papstseite. Hinweise für die Teilnahme Ottos an den Kämpfen des im Mai 1246 gewählten Gegenkönigs Heinrich Raspe mit dessen Feinden liegen nicht vor.
Nach Erlass einer letztwilligen Verfügung zur Pfalzgrafschaft Burgund im Mai 1248 erkrankte Herzog Otto im Juni schwer. Auf seiner Burg Niesten (Weismain, Oberfranken) machte er noch Schenkungen zu seinem Seelenheil und starb am 19. Juni. Zu den lang anhaltenden Gerüchten über einen gewaltsamen Tod (Dolchstoss, Gift) ließ sich nie ein seriöser Beweis finden.
Herzog Otto II. wurde im Zisterzienserkloster Langheim beerdigt. Klosterlangheim ist heute ein Stadtteil von Lichtenfels. (Otto II. hatte Lichtenfels 1231 das Stadtrecht verliehen.) Seine Witwe Elisabeth heiratete in zweiter Ehe 1249/1250 Gebhard VI., Graf von Hirschberg († nach 17. Juni 1275). Der Titel des Herzogs von Meranien erlosch mit Ottos Tod, zumal auch kein Besitz mehr vorhanden war. Die Pfalzgrafschaft Burgund ging an seine Schwester Adelheid und von ihr nacheinander an ihre Ehemänner Hugo von Salins († 1266) und Philipp von Savoyen, anschließend an Otto IV., den Sohn Adelheids aus erster Ehe. Mit dem kinderlosen Otto VIII. starb die letzte Generation der Andechser aus, mit dem Tod seines Onkels Berthold V., Patriarch von Aquileia, erlosch das Geschlecht im Mai 1251 endgültig im Mannesstamm.